# Glycerior
Glycerior (Glyceria) är ett släkte av gräs. Glycerior ingår i familjen gräs.

## Bildgalleri

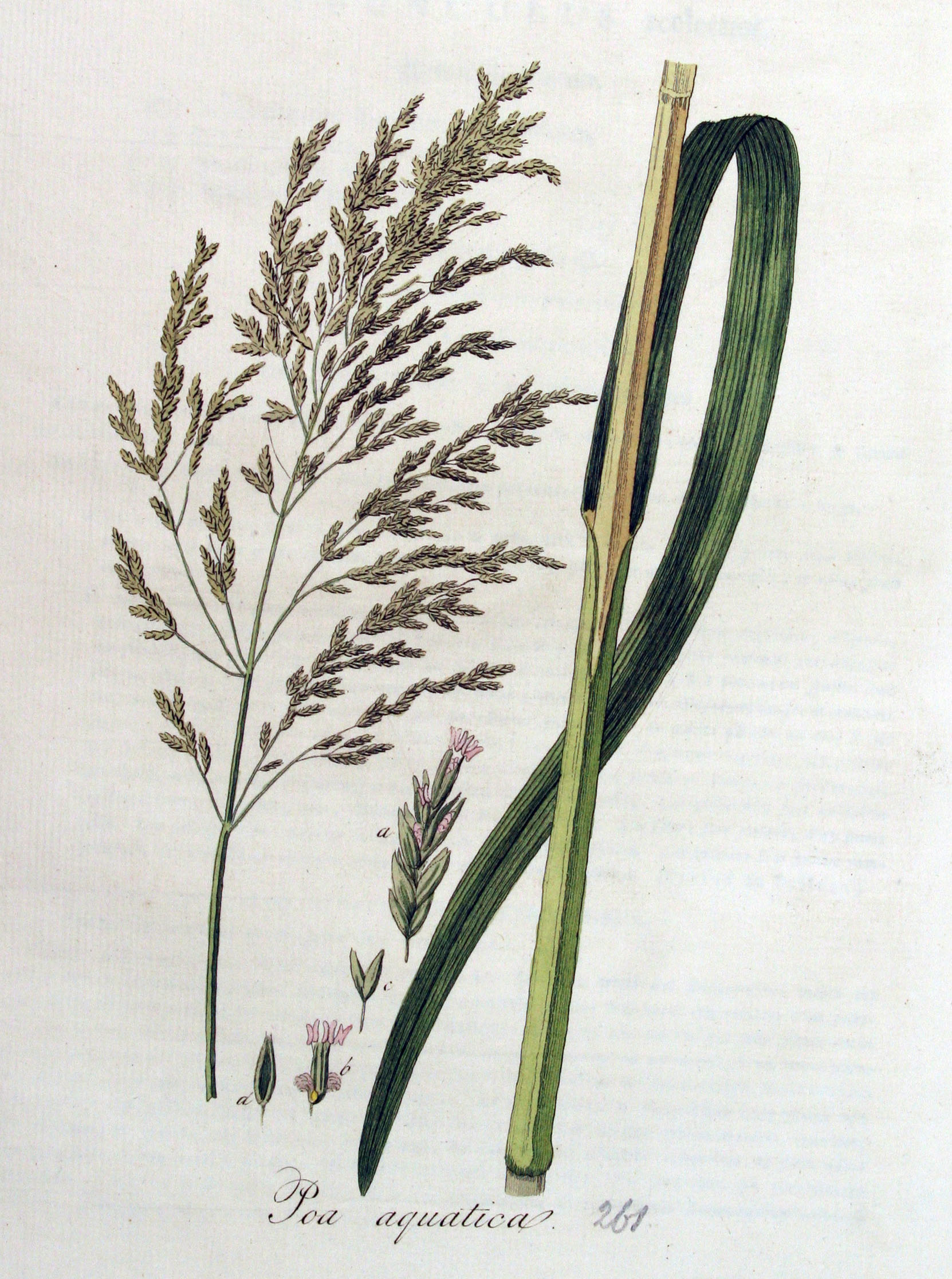
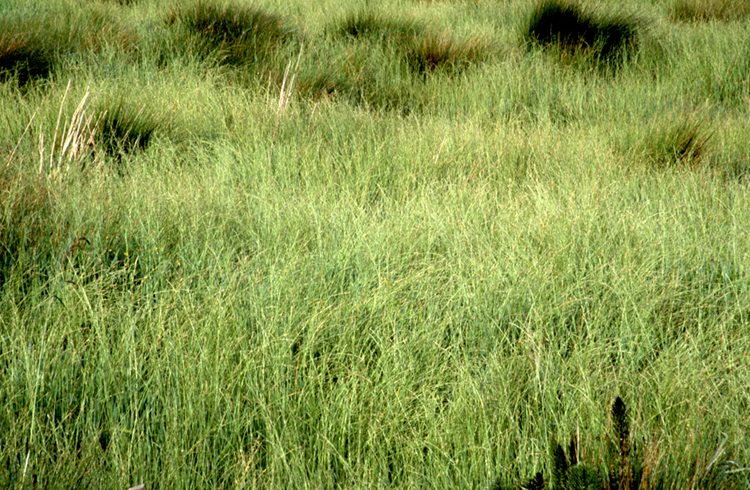
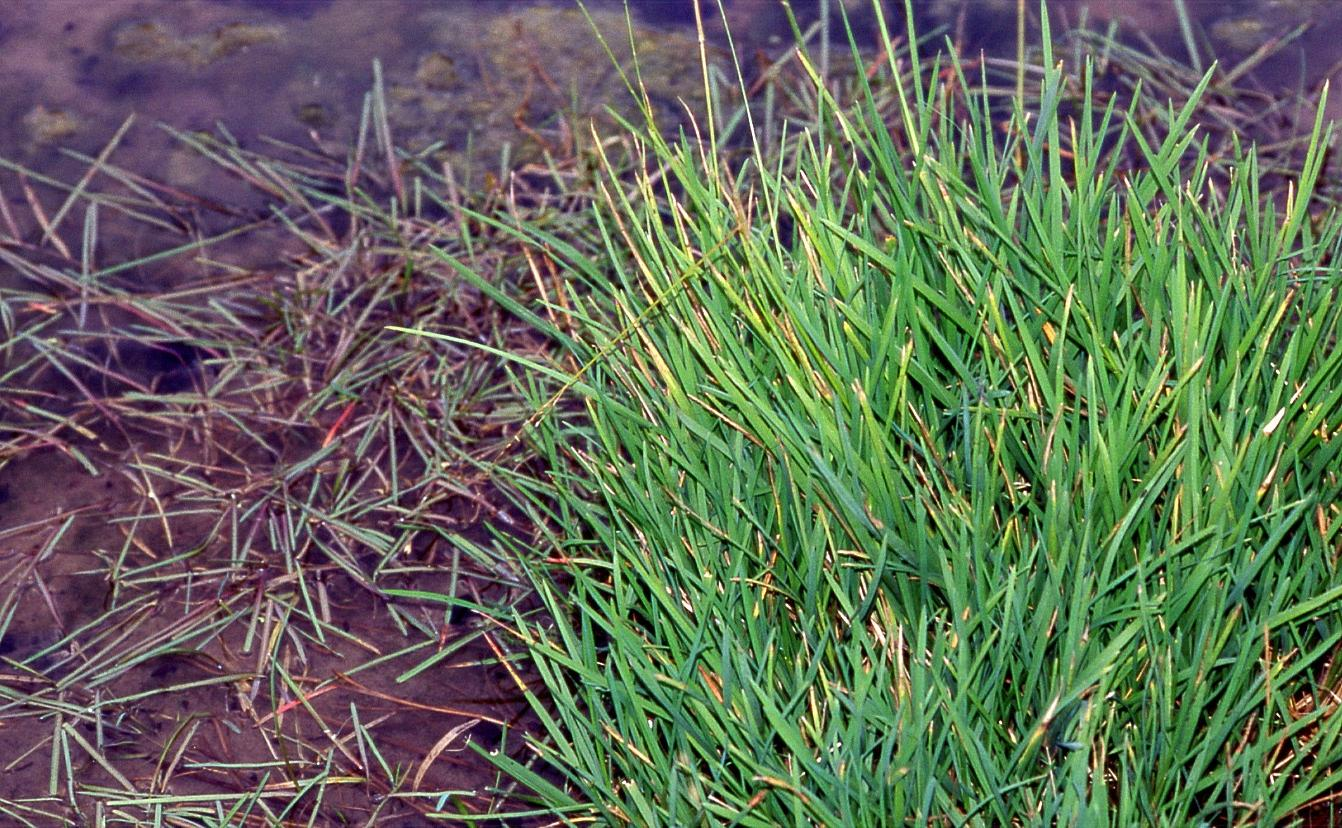
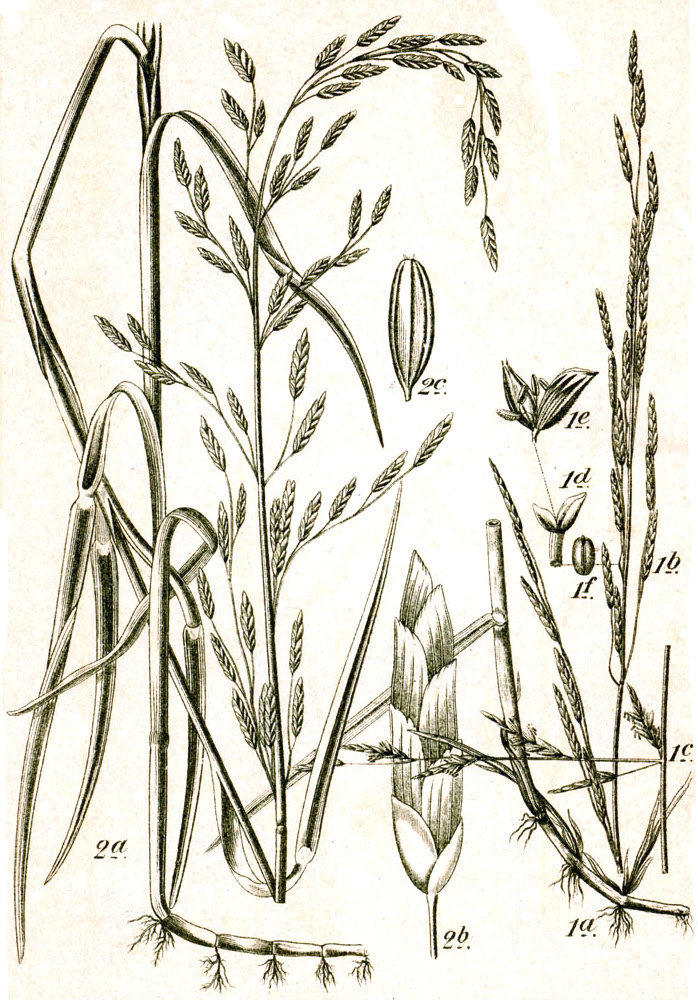

## Dottertaxa till Glycerior, i alfabetisk ordning[1]
- Glyceria acutiflora
- Glyceria alnasteretum
- Glyceria amurensis
- Glyceria arkansana
- Glyceria arundinacea
- Glyceria australis
- Glyceria borealis
- Glyceria burdonii
- Glyceria canadensis
- Glyceria caspia
- Glyceria chinensis
- Glyceria colombiana
- Glyceria declinata
- Glyceria depauperata
- Glyceria digenea
- Glyceria drummondii
- Glyceria elata
- Glyceria fluitans
- Glyceria formosensis
- Glyceria gatineauensis
- Glyceria grandis
- Glyceria insularis
- Glyceria ischyroneura
- Glyceria jansenii
- Glyceria latispicea
- Glyceria laxa
- Glyceria leptolepis
- Glyceria leptorhiza
- Glyceria leptostachya
- Glyceria lithuanica
- Glyceria maxima
- Glyceria melicaria
- Glyceria multiflora
- Glyceria nemoralis
- Glyceria notata
- Glyceria nubigena
- Glyceria obtusa
- Glyceria occidentalis
- Glyceria ovatiflora
- Glyceria pedicellata
- Glyceria pulchella
- Glyceria saltensis
- Glyceria septentrionalis
- Glyceria spicata
- Glyceria spiculosa
- Glyceria striata
- Glyceria tonglensis